# یادداشت‌های یک دیوانه

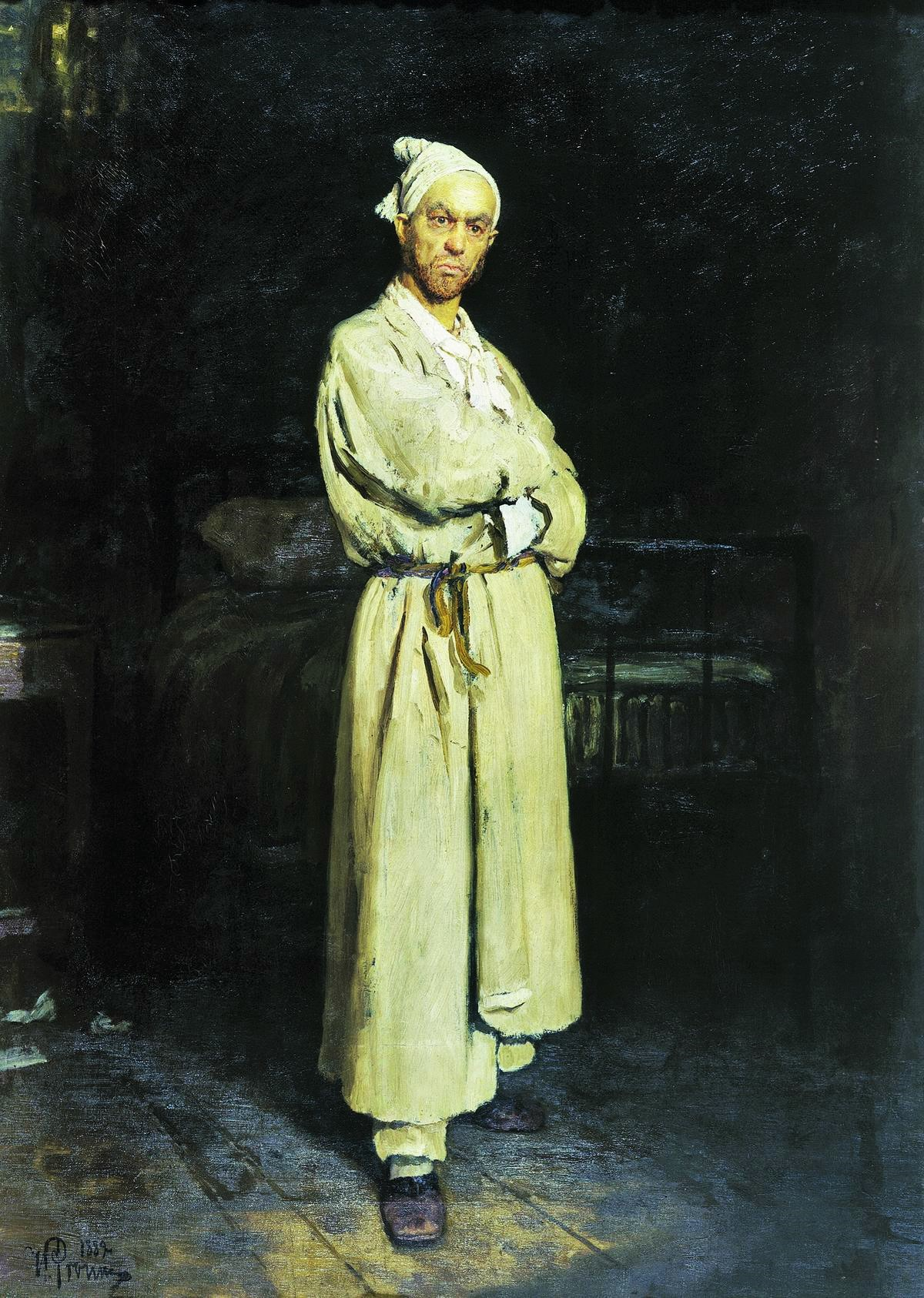
پوپریشچین. نقاشی ایلیا رپین (۱۸۸۲)

یادداشت‌های یک دیوانه (روسی: Записки сумасшедшего؛ Zapiski sumasshedshevo) یک داستان کوتاه طنزآمیز از نیکولای گوگول است که اولین بار در سال ۱۸۳۵ منتشر شد. «یادداشت‌های یک دیوانه» در کنار «شنل» و «دماغ» یکی از بهترین داستان‌های کوتاه گوگول محسوب می‌شود. این داستان بر زندگی یک کارمند جزء دولت در دوران نیکلای یکم تمرکز دارد. داستان، سقوط شخصیت اصلی داستان، پوپریشچین، به ورطه جنون را نشان می‌دهد. «یادداشت‌های یک دیوانه»، تنها اثر گوگول است که به صورت اول شخص و در قالب یادداشت‌های روزانه نوشته شده است.

## طرح داستان
اگرچه مراجع پزشکی قرن نوزدهم به دقت توصیف‌های گوگول از سیر جنون اشاره کردند، خود متن (به استثنای عنوان) هرگز تلاش نمی‌کند جنون را همچون یک پدیدهٔ عینی در نظر بگیرد. همه چیز منحصراً از دیدگاه شخصیت اصلی داستان روایت می‌شود و نتیجه‌گیری در مورد او و آنچه بر او می‌گذرد، تنها از روایت خودتنهاانگارانه و به‌طور فزاینده، خیالی وقایع و افکار ثبت شده در دفتر خاطرات او قابل استنباط است. نوشته‌ها به‌طور تصادفی، بازگویی وقایع روز را با ثبت افکار و تداعی‌های مربوط به آن‌ها در زمان حال ترکیب می‌کنند. این کتاب با قالب استاندارد دفتر خاطرات مبتنی بر تاریخ آغاز می‌شود، اما در نقطه‌ای خاص حتی تاریخ‌ها نیز شکلی غیرمنطقی به خود می‌گیرند، گویی حس نویسنده از زمان متعارف از بین رفته است.

## مضامین

### جنون
گوگول در شخصیت‌پردازی خود از پوپریشچین، تصاویر رایجی از جنون را تداعی می‌کند - توهم شنوایی (سگ‌های سخنگو)، توهمات خودبزرگ‌بینی (فکر می‌کند پادشاه اسپانیا است) و زمینهٔ اداری و نهادی تیمارستان و تأثیر آن بر فرد. در نیمه دوم قرن نوزدهم، «یادداشت‌های یک دیوانه» اغلب به عنوان یک موردکاوی واقع‌گرایانه مورد استناد قرار می‌گرفت: متخصصان پزشکی مقالاتی نوشتند که اصالت آن را به عنوان طرحی کلی از پیشرفت توهم پارانوئید تأیید می‌کردند. این شخصیت توسط روان‌پزشک اریک لوین آلتشولر به عنوان یکی از اولین و گسترده‌ترین تصاویر از آنچه که به عنوان اسکیزوفرنی شناخته شد، توصیف شده است. تصویر بیمارستان روانی به عنوان یک خانه اصلاح و تربیت، که به‌طور غیرمستقیم از طریق نوشته‌های دیوانه‌وار پوپریشچین ارائه می‌شود، با دیدگاه‌های ایدئولوژیک و رویه‌های اداری و نهادی مربوط به درمان جنون در دوران صنعتی شدن اروپا نیز مطابقت دارد.